# Chiara Fumai
Chiara Fumai (Roma, 22 febbraio 1978 – Bari, 16 agosto 2017) è stata una performance artist italiana.

## Biografia
Ha lavorato con la fotografia, la video-art e soprattutto ha realizzato performance, in cui ha rappresentato una varietà di donne ribelli, che riportano a un background di femminismo radicale.
Ha partecipato a documenta (13) con The Moral Exhibition House: uno spazio per l'insurrezione femminista sotto forma di spettacolo da baraccone, situato tra l'Aueparke di Kassel e il tetto del Fridericianum. Ha incarnato lo spirito di una Donna Anonima nella collezione d'arte della Fondazione Querini Stampalia a Venezia (I Did Not Say or Mean "Warning", 2013) e ha creato una propaganda fittizia del Manifesto SCUM di Valerie Solanas che riflette la prima campagna politica di Silvio Berlusconi (Chiara Fumai legge Valerie Solanas, 2013), grazie alla quale ha vinto il IX Premio Furla. In occasione di Contour 7, The Biennial of Moving Image, ha riscritto la storia delle sue esibizioni dal vivo sotto forma di seduta spiritica (The Book of Evil Spirits, 2015). Nel 2017 Chiara Fumai ha vinto il XIV Premio New York indetto dal Ministero degli Affari Esteri e dal Ministero dei Beni Culturali. Ha esposto anche con lo pseudonimo Nico Fumai, personaggio fittizio ispirato alla figura del padre.
Le sue opere sono state esposte nel Padiglione Italia in occasione della 58ª Biennale Arte di Venezia (2019).
L'organizzazione The Church of Chiara Fumai, fondata nel 2018, si occupa di preservare e promuovere la memoria, l'opera e l'archivio dell'artista. L'istituzione - fondata da Liliana Chiari, Francesco Urbano Ragazzi, Rossella Biscotti, Milovan Farronato, con un comitato scientifico composto da Carolyn Christov-Bakargiev, Mark Kremer, Marco Pasi - ha donato un'ampia collezione di oggetti di scena, libri, documenti e vinili di Chiara Fumai al CRRI - Centro di Ricerca Castello di Rivoli.

## Mostre personali
Selezione
- Né altra Né questa, Padiglione Italia, 58. Esposizione Internazionale d'Arte, Biennale di Venezia (2019)
- Chiara Fumai. Less Light, ISCP - International Studio & Curatorial Program, New York (2019)
- Nico Fumai: being remixed, Guido Costa Projects, Torino (2017)
- The Book of Evil Spirits, Waterside Contemporary, Londra (2016)
- Der Hexenhammer, Museion, Bolzano (2015)
- With Love from $inister, Victoria Gallery, Samara (2014)
- I Did Not Say or Mean "Warning", Fondazione Querini Stampalia, Venezia (2013)
- Follow This You Bitches, Futura Center for Contemporary Art, Praga (2013)
- Tutto giusto, Careof - DOCVA, Milano (2008)

## Premi
- 2013: Furla Art Award, Bologna
- 2016: XIV Award New York
- 2016: VII Prize VAF Foundation, Special Mention
- 2016: Dena Foundation for Contemporary Art Fellowship, Francia